# 活人生吃
是一部2004年的恐怖電影，重拍自1978年由喬治·羅密歐執導的同名片《生人勿近》。描述一群住在購物中心的生還者，被一大群喪屍包圍著，其詳細內容與原作相去甚遠。

## 劇情
居住在美國威斯康辛州密爾瓦基，名叫安娜的護士，一如往常回到家休息。但隔天，一名尸变的女孩闯入安娜家，将他丈夫變成了喪屍，安娜拼命驾车逃离，也发现整座城市也早已陷入混亂。在一阵惊慌中，安娜途遇有人要抢她的汽車，安娜情急下撞上附近一棵樹陷入昏迷。不久安娜從昏迷中清醒并走出汽車，并遇到警官肯尼斯。肯尼斯确认安娜的身份後，安娜也一直跟著肯尼斯。之後安娜和肯尼斯又遇到多名生還者，電器銷售員麥可、街頭莽漢安德和他怀孕的妻子露妲。肯尼斯本來想往安全區的方向走以寻找弟弟，但麥可警告其路上幾乎都是喪屍。随后众人逃过丧尸的包围，进入附近的购物中心避难。
众人随后檢查購物中心有无喪屍存在，安德去查看出入口的安全性，麥可则在健身房消灭丧尸。安娜、肯尼斯、露妲则在購物中心大门留守，突然一隻喪屍出现，众人在打斗中逃离，但露妲也因此被咬伤。之後他們一行人搭電梯上樓，遇上三名保安：C.J.、巴特和泰瑞，經過一番爭論，保安在沒收他們的武器的前提下同意讓他們進入。之後他們回到一樓來消滅剩餘的喪屍，也在屋頂設置SOS求救訊號，又發現大量的喪屍正往購物中心這來。沒多久聽到槍聲，發現在附近槍店屋頂上有一名生還者，安迪。众人根据安迪手指的方向，发现一架直昇機經過，但求救未果。
隔天，當泰瑞進行例行公事時，從監視器看到一輛大卡車往購物中心驶來。此時C.J.、巴特与泰瑞在屋頂觀察，沒多久安娜一行人衝上了屋頂，又經過一番爭執，原因是C.J.不想讓卡車上的人進入，但安娜他們認為卡車上的人需要幫助，泰瑞随后也不满C.J.的做法。在一番对峙后，众人迅速奪下C.J.和巴特的槍，並把他们關進警衛室。安娜他們開始搶救卡車上的人，在救援過程中一名肥胖的女子被咬，同时他們救到了多名生還者：諾瑪、葛倫、史帝夫、塔克、莫妮卡、妮可和她的父親。此時肯尼斯原想自行前往安全区，但得知这批生还者正是从那边逃离而来，肯尼斯的弟弟恐凶多吉少。肯尼斯來到了屋頂，与对面的安迪，用牌子交流当下情況。那名肥胖女子在不久後死亡，随后变成丧尸被安娜击杀。安娜发现被咬的人都會變喪屍，随后向众人报告，他們也知道妮可的父親也被感染。在与妮可的临终陪伴后，尸变的妮可父亲即被肯尼斯射殺。
此后在购物中心里，大家各自找乐子来打发时间。某天，眾人聊天时突然停電，麥可、肯尼斯、C.J.和巴特到地下停車場察看电源。沒多久就發現牆上有血跡，於是四人提高警覺。果然有大批喪屍袭来，四人拔腿就跑，在逃命過程中巴特慘遭喪屍吞食，麥剩下三人跑到被鐵絲網所包圍的區域，麥可用汽油淋在鐵絲網上，C.J.用打火機點燃了鐵絲網，烧死丧尸，此時安德的妻子露妲則因先前的受傷感染亦變成喪屍，諾瑪發現屍變後的露妲，開槍射殺她，但與護妻心切的安德爆發槍戰，二人各中數槍身亡。
在損失多名同伴後，眾人深知不能坐以待斃，決定改裝車輛衝出屍潮，並前往碼頭搭乘富豪史帝夫擁有的遊艇。眾人補充彈藥與補給品後於數日後出發，但槍店老闆安迪仍受困於槍店頂樓，飢腸轆轆已命在旦夕。肯尼斯決定透過不受殭屍注意的小狗運送補給品給他，然而運送過程中殭屍群仍衝進安迪的槍店，妮可擔心小狗的安危亦開車衝進槍店，安迪不幸感染屍變並試圖襲擊妮可，眾人擔心妮可安危，穿過賣場下水道，打開人孔蓋來到槍店外圍，然而動靜仍引來殭屍，在射殺屍變的安迪後，眾人成功解救妮可，在撤退途中塔克不幸犧牲。
此時屍群已衝進賣場，倖存者們連忙搭上兩輛已做好強化工程的卡車，卻困在屍潮中動彈不得，C.J.扔出瓦斯鋼瓶並開槍引爆，成功炸出一條血路。前往碼頭途中，其中一輛卡車在道路上失控翻覆，葛倫與莫妮卡不幸慘死，史帝夫被車頂的殭屍偷襲也慘遭屍變，搭乘另一輛卡車的倖存者趕忙前來救援，安娜成功拿到史帝夫的遊艇鑰匙。抵達碼頭後，殭屍群仍緊追在後，C.J與肯尼斯斷後，其餘人趕忙啟動遊艇，C.J最終寡不敵眾，引爆卡車後與殭屍同歸於盡。麥可在過程中亦不幸被咬傷手臂，自知時日無多的麥可與眾人告別，並獨自留在原處，剩餘的四人雖成功搭上遊艇，仍必須努力為今後自身生存而戰。

## 演員
| 演員                          | 角色              |
| ----------------------------- | ----------------- |
| 莎拉·波莉（Sarah Polley）     | 安娜（Ana）       |
| 榮·雷美斯（Ving Rhames ）     | 肯尼斯（Kenneth） |
| 傑克·韋伯（Jake Weber）       | 麥可（Michael）   |
| 凱文·席格斯（Kevin Zegers）   | 泰瑞（Terry）     |
| 琳蒂·布斯（Lindy Booth）      | 妮可（Nichole）   |
| 麥基·菲佛（Mekhi Phifer）     | 安德（Andre）     |
| 泰·布利爾（Ty Burrell）       | 史帝夫（Steve）   |
| 麥可·凱利（Michael Kelly）    | C.J.              |
| 麥可·百瑞（Michael Barry）    | 巴特（Bart）      |
| Jayne Eastwood                | 諾瑪（Norma）     |
| Boyd Banks                    | 塔克（Tucker）    |
| Inna Korobkina                | 露妲（Luda）      |
| R.D. Reid                     | 葛倫（Glen）      |
| Kim Poirier                   | 莫妮卡（Monica）  |
| Bruce Bohne                   | 安迪（Andy）      |
| 漢娜·洛克納（Hannah Lochner） | 薇薇安(Vivian)    |

## 製作
詹姆士·昆恩對劇本僅負部分責任，但仍被記名為唯一的編劇。在他離開此電影團隊轉而專注於《史酷比2之怪獸偷跑》後，麥可·托爾金（Michael Tolkin）和史考特·法蘭克（Scott Frank）被聘請來接手改寫劇本。從DVD附錄的訪談中製作人Richard P. Rubenstein提到，托爾金額外加深了角色個性，而法蘭克提供了一些大動作場景。
電影中，購物中心和其屋頂的場景是在位於加拿大安大略省的 Thornhill 廣場購物中心 （页面存档备份，存于）拍攝的，而其他的場景是在 Thornhill 小鎮的 Aileen-Willowbrook 社區完成，另外，安娜的住處是在購物中心的內部搭建的。事實上，那座購物中心已經荒廢了，所以才得以在那拍攝，整個電影團隊將其結構徹底整修，並且設了幾間虛構的商店，因為除了Roots和松下電器，其他公司如星巴克咖啡皆拒絕開放他們的品牌使用權。電影拍攝完成後，購物中心回復到廢止的狀態，2015年6月1日被某地主收購而改建為私人倉庫。
前大半的電影幾乎是照時間順序拍攝的，而結尾處的遊艇場景是另外在好萊塢環球影城拍攝的，因為試片的觀眾反對原本的結尾。
本片雇用真正遭截肢的演員來扮演失去四肢的殭屍，劇組的醫療小組隨時待命。

## 音樂
片頭音樂:
- "The Man Comes Around（英语：The Man Comes Around）" by Johnny Cash

## 外部連結
- （英文） 官方網站
- （英文） 預告片 （页面存档备份，存于）
- 互联网电影数据库（IMDb）上《活人生吃》的资料（英文）
- 爛番茄上《活人生吃》的資料（英文）
- Metacritic上《活人生吃》的資料（英文）
- Box Office Mojo上《活人生吃》的資料（英文）
- AllMovie上《活人生吃》的资料（英文）
- （英文） 電影錯誤資料庫 （页面存档备份，存于）
- （英文） 2003年4月24日的劇本手稿 （页面存档备份，存于）
- （英文） Thornhill廣場購物中心 （页面存档备份，存于）

| 上一届： 《耶穌受難記》 | 2004年全美週末票房冠軍 10月26日 | 下一届： 《狗狗震多震》 |